# Монгуш, Николай Кечилович
Николай Кечилович Монгуш (7 марта 1943 — 2014) — Народный хоомейжи Республики Тыва (1992).

## Биография
Родился 7 марта 1943 года в сумоне Хондергей Дзун-Хемчикского района Тувинской Народной Республики. В 1951 году пошел в первый класс начальной школы села Солчур Овюрского района, который стал последним выпуском Солчурской семилетней школы. Окончил Кызылское училище механизации № 1, ветеринарное отделение Кызылского сельскохозяйственного техникума. После службы в Советской армии, в 1967 году, начал трудовую деятельность методистом, затем директором Дома культуры села Хандагайты Овюрского района. С 1969 года начал работать в Государственном ансамбле «Чечек». В 1972 году он ушёл из ансамбля, вернулся в Овюр и стал работать ветеринаром до выхода на пенсию.

## Творчество
Творческую деятельность как хоомейжи начал с 1960 года дипломантом республиканского конкурса художественной самодеятельности. В 1967 году участвовал во Всемирном фестивале молодежи и студентов, проходившем в Болгарии, получил звание Лауреата и Золотую медаль. Николай Монгуш — основатель агитбригады «Чадаган» районного отдела культуры (1968), которая ездила по чабанским стоянкам района и выступала перед животноводами, создатель ансамбля «Буланныгнын эдискизи» (1981), искусный изготовитель тувинских музыкальных инструментов — игила, бызаанчы, хомуса, чадагана, допшулуура. Во время работы в Государственном ансамбле «Чечек» (ныне ансамбль песни и танца «Саяны») ему приходилось выступать в роли хоомейжи, вокалиста, танцора. В составе ансамбля неоднократно гастролировал в Монголии, Средней Азии, Якутии, Хабаровске, Дальнем Востоке. В 1933 году вместе с родным братом Валерием Монгушом представляли Россию на Международном фестивале «Уникальные голоса мира» в Англии. Их дуэт был признан Лауреатом фестиваля, где в финале они выступали в Королевском дворце Елизаветы II в Лондоне.

## Награды и звания
- Лауреат Всемирного фестиваля молодёжи и студентов (1967)
- Заслуженный артист Тувинской АССР (1972)
- медаль «За доблестный труд в ознаменование 100-летия со дня рождения В. И. Ленина»
- медаль «20 лет Победы в Великой Отечественной войне 1941—1945 гг.»
- Народный артист Овюрского района Республики Тыва (1992)
- Народный хоомейжи Республики Тыва (1992)
- медаль «Ветеран труда» (1998)
- заслуженный ветеринар Российской Федерации (2005)

## Семья
Николай Монгуш родился в многодетной семье. Отец — Монгуш Кечил Балганович, мать — Анайжык Шулууевна. Супруга — Монгуш Чечен Хурештигбеевна — ветеран здравоохранения Тувы, медицинская сестра отделения фтизиатрии Овюрской центральной районной больницы. После её ухода из жизни в 1996 году, Николай продолжил воспитание двух сыновей и четырёх дочерей, дал образование и вырастил их достойными людьми.